# Серпов переулок
Се́рпов переу́лок — улица в центре Москвы в Хамовниках между улицей Бурденко и 1-м Неопалимовским переулком. Здесь находится посольство Таиланда.

## История
До 1922 года назывался Малый Трубный переулок. Есть предположение, что это название — по проживавшим здесь в XVII веке музыкантам-трубачам. Переименован для избежания путаницы с названиями близ Трубной площади.
В 1922 году Серпов получил название, образованное от слова серп (орудие земледельца) по находившейся здесь в XIX веке Земледельческой школе Московского общества сельского хозяйства, основанной в 1820 году. Тогда же Большой Трубный переулок был переименован в Земледельческий.

## Описание
Серпов переулок начинается от улицы Бурденко и проходит на север параллельно Земледельческому переулку, заканчивается на 1-м Неопалимовском переулке.

## Здания и сооружения
По нечётной стороне:
По чётной стороне:

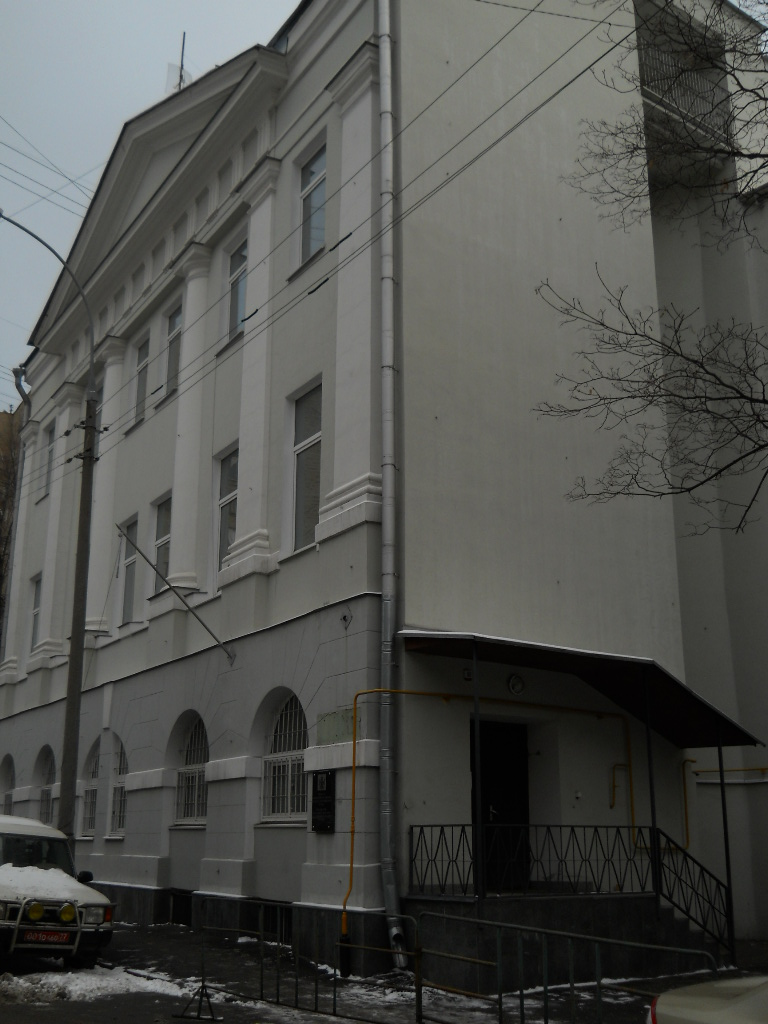
№ 4

- Дом 6 — Посольство Таиланда (бывшее здание посольства Швейцарии).

## См.также
- Земледельческий переулок
- Трубная площадь